# Maes (bière)
Pour les articles homonymes, voir Maes.
 (juillet 2021).
Si vous disposez d'ouvrages ou d'articles de référence ou si vous connaissez des sites web de qualité traitant du thème abordé ici, merci de compléter l'article en donnant les références utiles à sa vérifiabilité et en les liant à la section « Notes et références ».
La Maes est une bière belge de type pils appartenant à Alken-Maes, filiale du groupe Heineken.

## Histoire

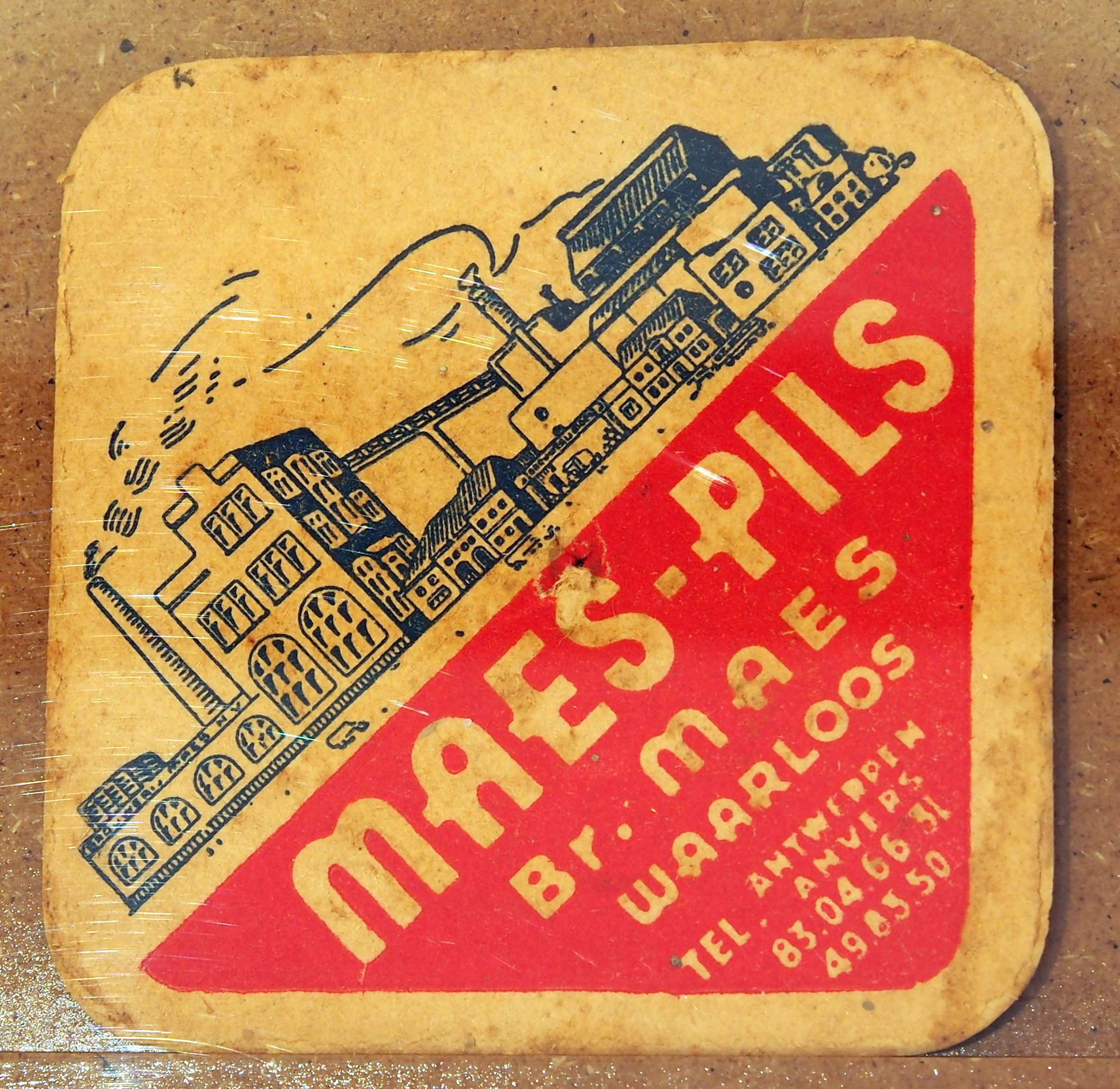
Sous-bock ancien de Maes.

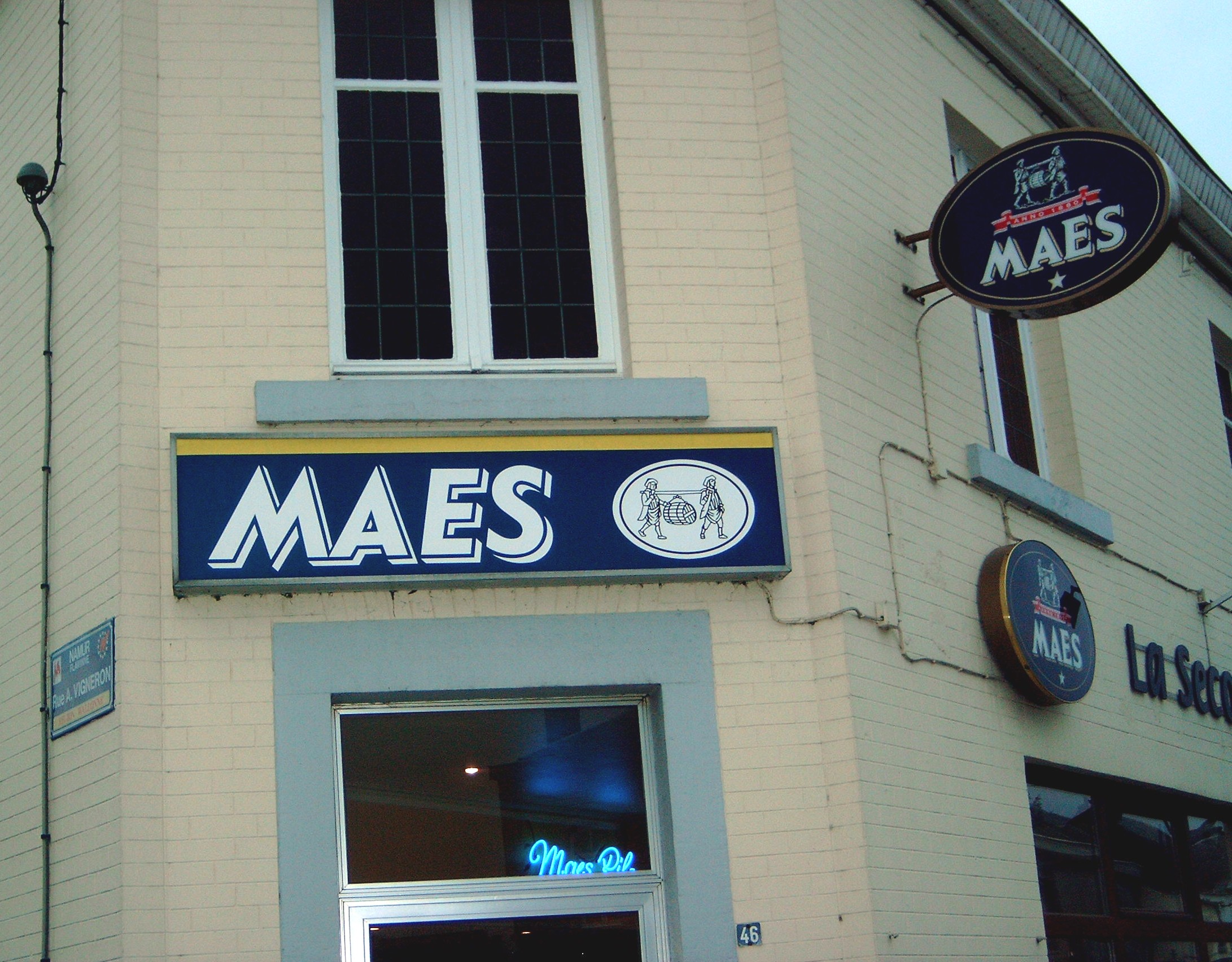
Enseigne au nom de Maes.

En 1880, Egied Maes décide d’insuffler une vie nouvelle à la petite brasserie Sint Michaël de Waerloos. Il développe des projets ambitieux pour sa brasserie. En 1901, il passe le flambeau à ses fils, Ferdinand et Theophiel. Ceux-ci y introduisent une mécanisation moderne : une machine à vapeur actionne dorénavant la meule de la malterie et les pales dans les cuves. Une telle révolution exige une modification du nom de l’entreprise qui devient la « Brasserie - Malterie à vapeur St-Michaël - Frères Maes ».
Les frères anticipent également la demande de la clientèle en bières de basse fermentation. Ils lancent leur première pils dans les années 1920. En 1926, la troisième génération Maes entre dans l’affaire. Celle-ci investit généreusement dans une salle de brassage de qualité et ces investissements sont rapidement suivis d’effets. En 1930, la brasserie Maes introduit sa Prima Maezenbier à l’occasion de l’Exposition universelle d’Anvers. Les générations suivantes exploitent toute l’expérience accumulée pour mettre le produit parfaitement au point. La pils sous le nom Maes est lancée en 1946.
La brasserie passe dans les mains du groupe anglais Watney Man de 1969 à 1986, date à laquelle elle est reprise par Belgian United Beverages, société contrôlée à 51 % par M. Théo Maes, l'arrière-arrière-petit-fils du fondateur, et à 49 % par le groupe Akkerman-Van Haaren.

## Spécifications
Cette bière de basse fermentation subit une filtration unique à froid. Son taux d'alcool est de 5,2 % en vol.

## Goût
La Maes est dorée, fruitée avec une légère touche d’amertume.

## Autres bières
En 2010, le groupe brassicole belge Alken-Maes a lancé une bière blonde sans alcool : la Maes ZérO%.
Depuis avril 2013, Maes lance la Maes Radler Citron, une bière plus légère (degré: 2 %) et plus rafraîchissante grâce à son mélange d'une pils et de jus de citron. La Maes Radler Pamplemousse avec le même pourcentage de volume d'alcool complète la gamme des Maes Radler depuis 2014 ainsi que la Maes Radler Citron Vert-Cactus en 2016.